# Aspiran
Aspiran [as.pi.ʁɑ̃] est une commune française située dans le centre du département de l'Hérault, en région Occitanie.
Exposée à un climat méditerranéen, elle est drainée par l'Hérault, la Dourbie et par divers autres petits cours d'eau. La commune possède un patrimoine naturel remarquable : un site Natura 2000 (« le Salagou ») et une zone naturelle d'intérêt écologique, faunistique et floristique.
Aspiran est une commune rurale qui compte 1 682 habitants en 2022, après avoir connu une forte hausse de la population depuis 1975. Elle fait partie de l'aire d'attraction de Montpellier. Ses habitants sont appelés les Aspiranais et Aspiranaises.

## Géographie
Aspiran est un village situé dans la vallée de l'Hérault. Le territoire est traversé par l'autoroute A75.

### Hydrographie
L'Hérault, le Ruisseau de la Carrièrasse et le Ruisseau de Candaurade sont les principaux cours d'eau traversant la commune.

### Communes limitrophes
| Lieuran-Cabrières | Nébian  | Canet   |
| Péret             | Aspiran | Tressan |
| Fontès            | Adissan | Paulhan |

### Climat
Pour des articles plus généraux, voir Climat de l'Occitanie et Climat de l'Hérault.
En 2010, le climat de la commune est de type climat méditerranéen franc, selon une étude s'appuyant sur une série de données couvrant la période 1971-2000. En 2020, Météo-France publie une typologie des climats de la France métropolitaine dans laquelle la commune est exposée à un climat méditerranéen et est dans la région climatique Provence, Languedoc-Roussillon, caractérisée par une pluviométrie faible en été, un très bon ensoleillement (2 600 h/an), un été chaud (21,5 °C), un air très sec en été, sec en toutes saisons, des vents forts (fréquence de 40 à 50 % de vents > 5 m/s) et peu de brouillards.
Pour la période 1971-2000, la température annuelle moyenne est de 14,7 °C, avec une amplitude thermique annuelle de 16,3 °C. Le cumul annuel moyen de précipitations est de 707 mm, avec 6,2 jours de précipitations en janvier et 2,7 jours en juillet. Pour la période 1991-2020, la température moyenne annuelle observée sur la station météorologique la plus proche, située sur la commune de Saint-André-de-Sangonis à 10,19 km à vol d'oiseau, est de 15,5 °C et le cumul annuel moyen de précipitations est de 652,4 mm,. Pour l'avenir, les paramètres climatiques de la commune estimés pour 2050 selon différents scénarios d'émission de gaz à effet de serre sont consultables sur un site dédié publié par Météo-France en novembre 2022.

### Milieux naturels et biodiversité

#### Réseau Natura 2000

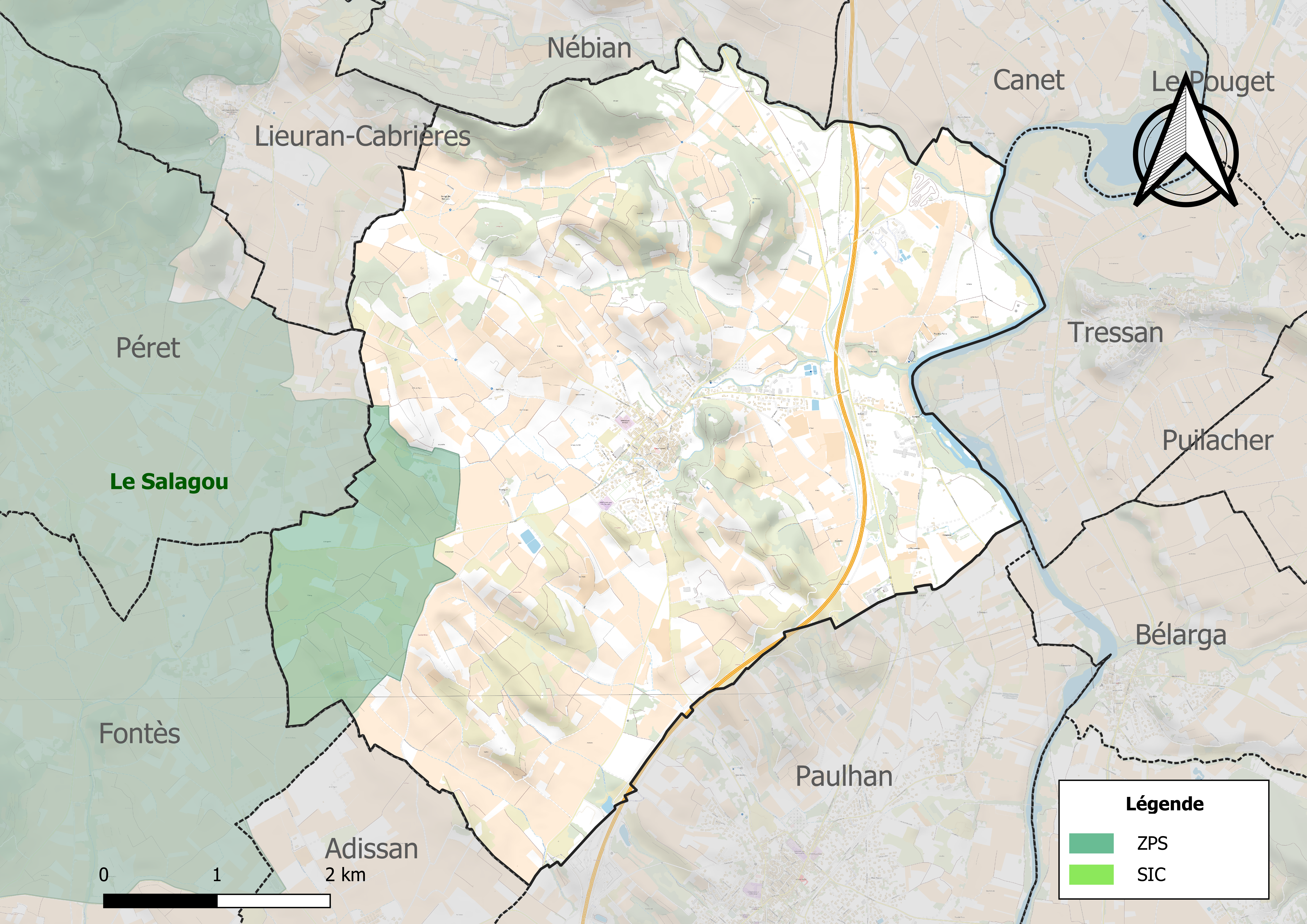
Sites Natura 2000 sur le territoire communal.

Le réseau Natura 2000 est un réseau écologique européen de sites naturels d'intérêt écologique élaboré à partir des directives habitats et oiseaux, constitué de zones spéciales de conservation (ZSC) et de zones de protection spéciale (ZPS).
Un site Natura 2000 a été défini sur la commune au titre  de la directive oiseaux : 0, d'une superficie de 12 794 ha, effectuant la transition entre la plaine languedocienne et les premiers contreforts de la Montagne Noire et du Larzac. Outre l'aigle de Bonelli, trois autres espèces d'oiseaux ont également été prises en compte dans la délimitation de la ZPS, l'Outarde canepetière, le Blongios nain et le Busard cendré.

#### Zones naturelles d'intérêt écologique, faunistique et floristique

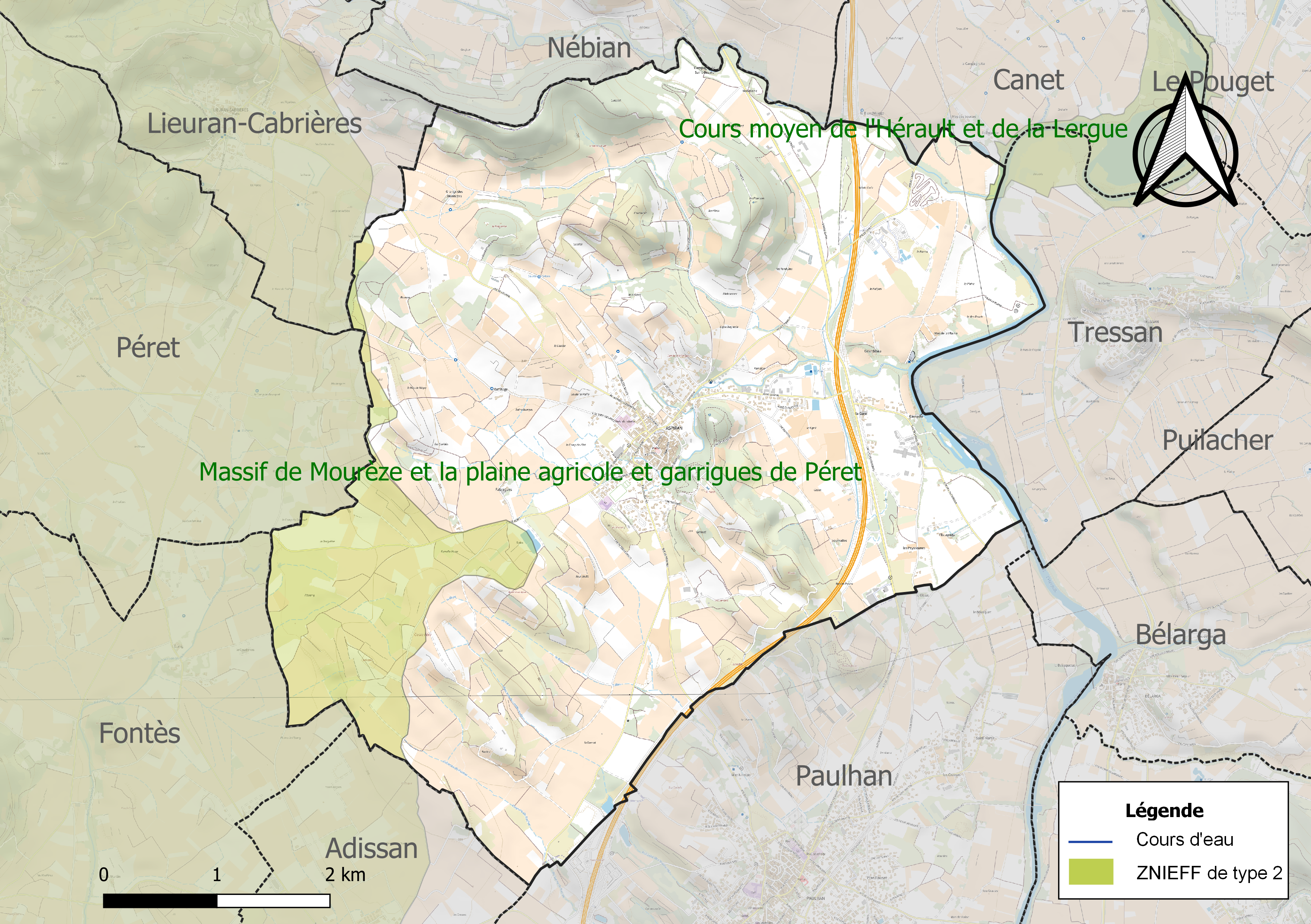
Carte de la ZNIEFF de type 2 localisée sur la commune.

L’inventaire des zones naturelles d'intérêt écologique, faunistique et floristique (ZNIEFF) a pour objectif de réaliser une couverture des zones les plus intéressantes sur le plan écologique, essentiellement dans la perspective d’améliorer la connaissance du patrimoine naturel national et de fournir aux différents décideurs un outil d’aide à la prise en compte de l’environnement dans l’aménagement du territoire.
Une ZNIEFF de type 2 est recensée sur la commune :
le « massif de Mourèze et la plaine agricole et garrigues de Péret » (8 126 ha), couvrant 13 communes du département.

## Urbanisme

### Typologie
Au 1er janvier 2024, Aspiran est catégorisée bourg rural, selon la nouvelle grille communale de densité à sept niveaux définie par l'Insee en 2022.
Elle est située hors unité urbaine. Par ailleurs la commune fait partie de l'aire d'attraction de Montpellier, dont elle est une commune de la couronne,. Cette aire, qui regroupe 161 communes, est catégorisée dans les aires de 700 000 habitants ou plus (hors Paris),.

### Occupation des sols
L'occupation des sols de la commune, telle qu'elle ressort de la base de données européenne d’occupation biophysique des sols Corine Land Cover (CLC), est marquée par l'importance des territoires agricoles (89,8 % en 2018), en diminution par rapport à 1990 (95,1 %). La répartition détaillée en 2018 est la suivante : 
cultures permanentes (78,3 %), zones agricoles hétérogènes (11,4 %), zones urbanisées (4,2 %), zones industrielles ou commerciales et réseaux de communication (3,5 %), forêts (2,5 %), prairies (0,2 %). L'évolution de l’occupation des sols de la commune et de ses infrastructures peut être observée sur les différentes représentations cartographiques du territoire : la carte de Cassini (XVIIIe siècle), la carte d'état-major (1820-1866) et les cartes ou photos aériennes de l'IGN pour la période actuelle (1950 à aujourd'hui).

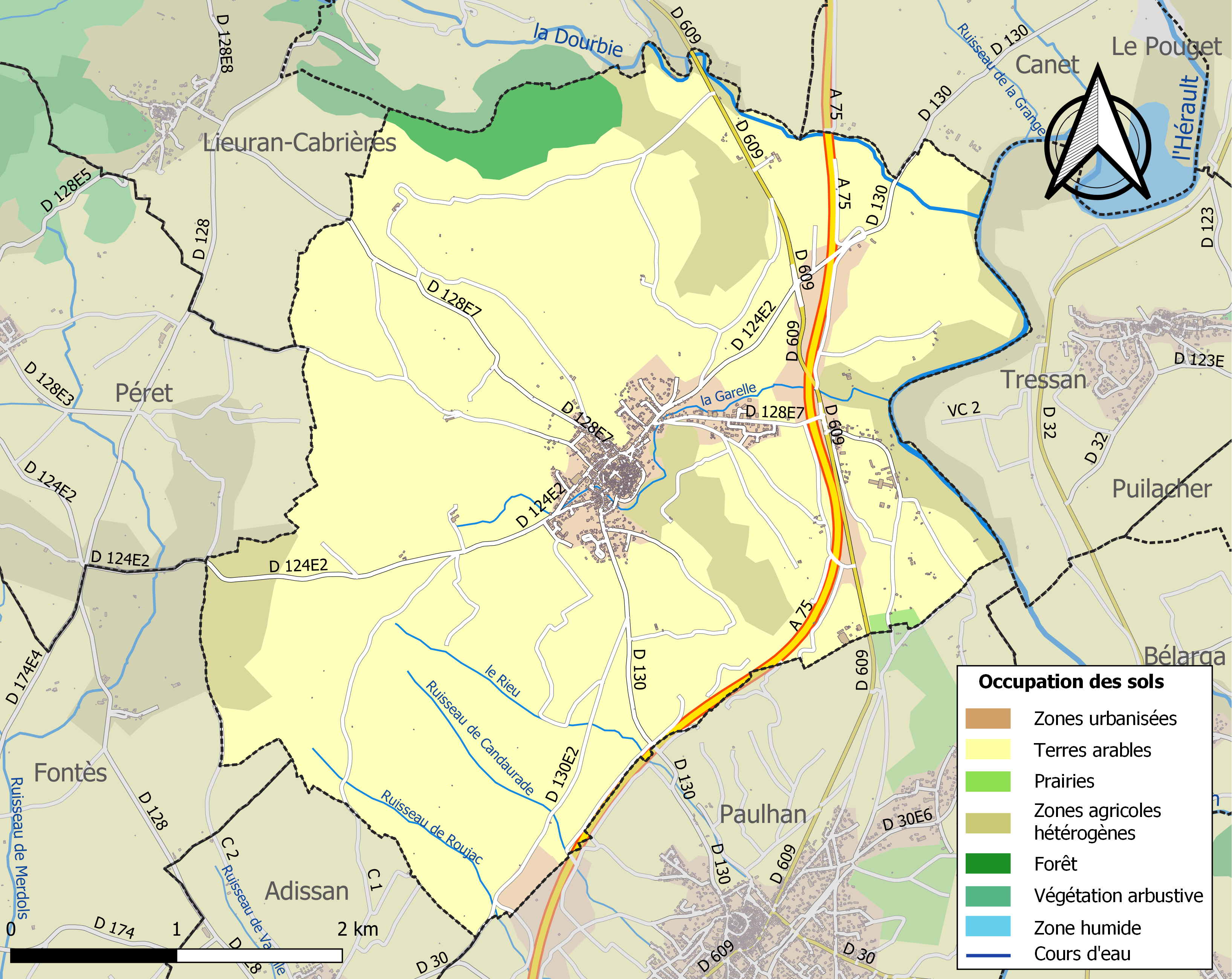
Carte des infrastructures et de l'occupation des sols de la commune en 2018 (CLC).

### Risques majeurs
Le territoire de la commune d'Aspiran est vulnérable à différents aléas naturels : météorologiques (tempête, orage, neige, grand froid, canicule ou sécheresse), inondations, feux de forêts et séisme (sismicité faible). Il est également exposé à deux risques technologiques, le transport de matières dangereuses et la rupture d'un barrage. Un site publié par le BRGM permet d'évaluer simplement et rapidement les risques d'un bien localisé soit par son adresse soit par le numéro de sa parcelle.

#### Risques naturels
Certaines parties du territoire communal sont susceptibles d’être affectées par le risque d’inondation par débordement de cours d'eau, notamment l'Hérault et la Dourbie. La commune a été reconnue en état de catastrophe naturelle au titre des dommages causés par les inondations et coulées de boue survenues en 1982, 1984, 1990, 1994, 1995, 1996, 1997, 1999, 2003, 2014 et 2019,.
Aspiran est exposée au risque de feu de forêt. Un plan départemental de protection des forêts contre les incendies (PDPFCI) a été approuvé en juin 2013 et court jusqu'en 2022, où il doit être renouvelé. Les mesures individuelles de prévention contre les incendies sont précisées par deux arrêtés préfectoraux et s’appliquent dans les zones exposées aux incendies de forêt et à moins de 200 mètres de celles-ci. L’arrêté du 25 avril 2002 réglemente l'emploi du feu en interdisant notamment d’apporter du feu, de fumer et de jeter des mégots de cigarette dans les espaces sensibles et sur les voies qui les traversent sous peine de sanctions. L'arrêté du 11 mars 2013 rend le débroussaillement obligatoire, incombant au propriétaire ou ayant droit,.

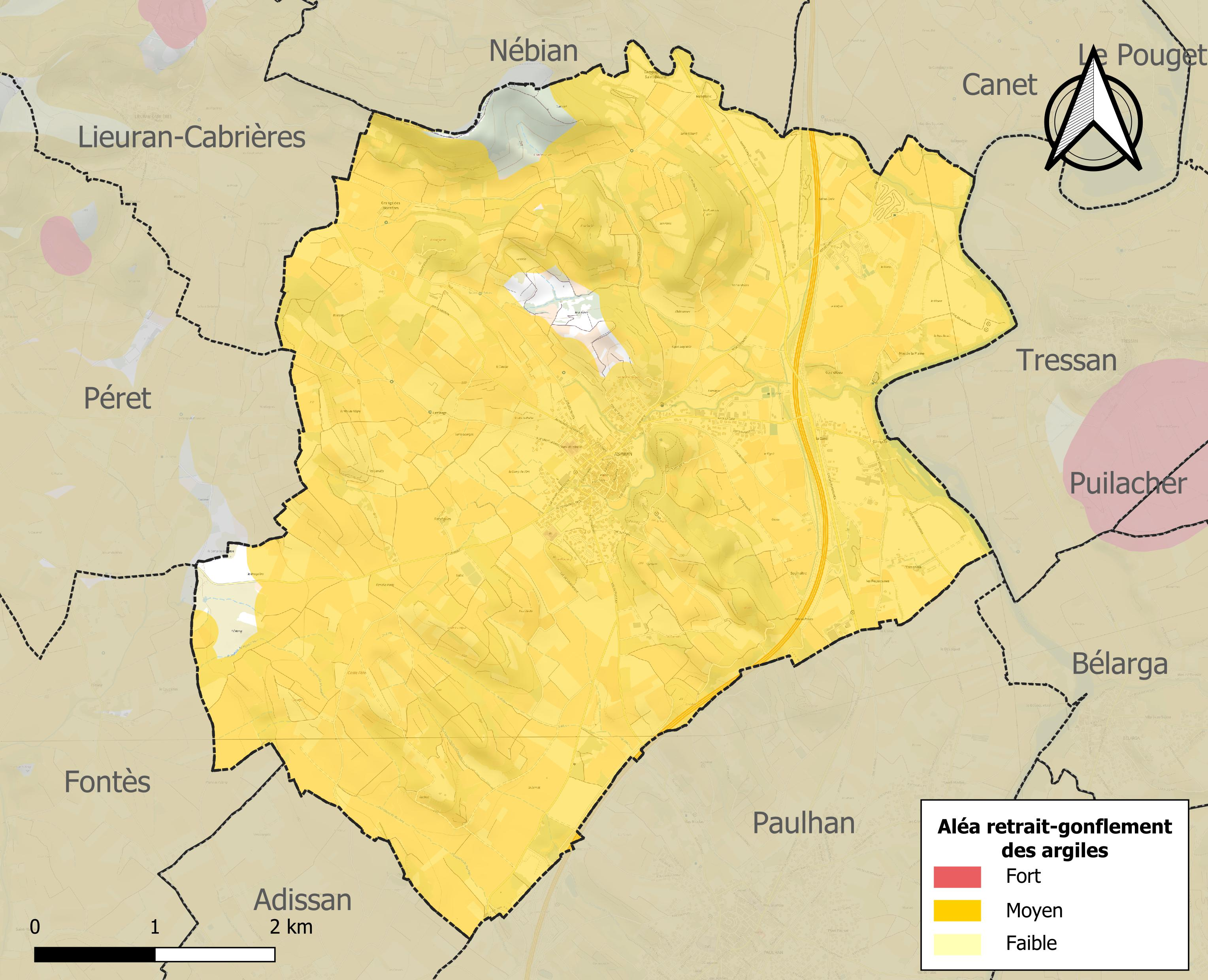
Carte des zones d'aléa retrait-gonflement des sols argileux d'Aspiran.

Le retrait-gonflement des sols argileux est susceptible d'engendrer des dommages importants aux bâtiments en cas d’alternance de périodes de sécheresse et de pluie. 96,3 % de la superficie communale est en aléa moyen ou fort (59,3 % au niveau départemental et 48,5 % au niveau national). Sur les 762 bâtiments dénombrés sur la commune en 2019, 762 sont en aléa moyen ou fort, soit 100 %, à comparer aux 85 % au niveau départemental et 54 % au niveau national. Une cartographie de l'exposition du territoire national au retrait gonflement des sols argileux est disponible sur le site du BRGM,.
Par ailleurs, afin de mieux appréhender le risque d’affaissement de terrain, l'inventaire national des cavités souterraines permet de localiser celles situées sur la commune.

#### Risques technologiques
Le risque de transport de matières dangereuses sur la commune est lié à sa traversée par des infrastructures routières ou ferroviaires importantes ou la présence d'une canalisation de transport d'hydrocarbures. Un accident se produisant sur de telles infrastructures est susceptible d’avoir des effets graves sur les biens, les personnes ou l'environnement, selon la nature du matériau transporté. Des dispositions d’urbanisme peuvent être préconisées en conséquence.
La commune est en outre située en aval du Barrage du Salagou, un ouvrage de classe A sur le Salagou, mis en service en 1968 et disposant d'une retenue de 102 millions de mètres cubes. À ce titre elle est susceptible d’être touchée par l’onde de submersion consécutive à la rupture de cet ouvrage.

## Toponymie
Le nom de la localité est attesté sous le nom latin de Aspirianus en 844 dans les archives de la cathédrale Saint-Nazaire de Béziers, sous les formes de Aspiriano en 1146, de Aspirano en 1203, ad Aspira en 1380, de Aspirano Caprariensis (1344), pro Aspirano Caprariense (1351), ad Aspira de Cabrayres (1380), Aspiran (1708).
Domaine gallo-romain : gentilice latin Asperius ou surnom Asper+ suffixe -anum.
L'ancien déterminant de la commune se rapporte à la proximité de Cabrières. Le château de Cabrières était à cette époque occupé par une troupe de routiers qui contrôlaient à leur profit les mouvements dans la vallée de l'Hérault.

## Histoire
Le nom d'Aspiran serait dérivé du nom d'une ancienne villa gallo-romaine. On trouve des traces d'amphores vinaires qui démontrent que la culture de la vigne était déjà importante à cette époque.
Une campagne archéologique programmée mène régulièrement depuis 2005 des opérations de fouille sur l'atelier de potier gallo-romain de Saint-Bézard à environ deux kilomètres du village d'Aspiran. Le site fondé durant la période augustéenne produisait de la céramique sigillée, de la céramique à pâte claire et des amphores. La découverte de nombreux fours met en évidence un atelier de production important, pleinement intégré au commerce antique. Une natatio (piscine des thermes romains) aux dimensions exceptionnelles (la plus grande retrouvée en Gaule) a été dégagée aux abords des chais vinicoles, derrière lesquels se situerait la pars-urbana (la partie d'une villa romaine qui était réservée à la résidence du maître) du site. L'abbaye d'Aniane devint propriétaire d'Aspiran et le resta jusqu'à la Révolution française.
Des fouilles conduites en 2017 au lieu-dit L'Estagnola en bordure de l'Hérault permirent de mettre au jour un vaste bâtiment des années 70 après J-C.
De l'enceinte médiévale subsistent deux portes. On trouve encore des maisons construites entre les XIe et XVIIe siècles. On pratique la polyculture (seigle, vigne, olivier) et le travail de la laine. À la fin du XIXe siècle, la crise du phylloxéra surmontée, la viticulture devient omniprésente. On construit une coopérative viticole. La clairette d'Aspiran obtient l’appellation d'origine contrôlée en 1948.
Lors de la Révolution française, les citoyens de la commune se réunissent au sein de la société révolutionnaire, baptisée « société des amis de la constitution » en septembre 1792.

## Politique et administration
| Période                                  | Période                   | Identité             | Étiquette | Qualité |
| ---------------------------------------- | ------------------------- | -------------------- | --------- | --- |
| Les données manquantes sont à compléter. |                           |                      |           | |
| 1947                                     | 1959                      | Paul Duviols         |           | |
| 1959                                     | 1965                      | Henri Arnal de Curel |           | |
| 1965                                     | 1975                      | Roger Montagne       |           | |
| 1975                                     | mars 2001                 | Louis Peyras         |           | |
| mars 2001                                | mars 2014                 | Jean-Noël Satger     | DVG       | |
| mars 2014                                | En cours (au 18 mai 2020) | Olivier Bernardi,    | UMP-LR    | Agriculteur, vice-président de la Communauté de communes du Clermontais et président du Syndicat Centre Hérault (SCH) du Pays Cœur d'Hérault, |

## Démographie
Au dernier recensement, la commune comptait 1 682 habitants.
| 1793  | 1800  | 1806  | 1821  | 1831  | 1836  | 1841  | 1846  | 1851  |
| ----- | ----- | ----- | ----- | ----- | ----- | ----- | ----- | ----- |
| 1 128 | 1 190 | 1 318 | 1 450 | 1 614 | 1 540 | 1 452 | 1 451 | 1 530 |

| 1856  | 1861  | 1866  | 1872  | 1876  | 1881  | 1886  | 1891  | 1896  |
| ----- | ----- | ----- | ----- | ----- | ----- | ----- | ----- | ----- |
| 1 546 | 1 436 | 1 489 | 1 434 | 1 642 | 1 290 | 1 214 | 1 241 | 1 358 |

| 1901  | 1906  | 1911  | 1921  | 1926  | 1931  | 1936  | 1946  | 1954  |
| ----- | ----- | ----- | ----- | ----- | ----- | ----- | ----- | ----- |
| 1 516 | 1 532 | 1 525 | 1 521 | 1 567 | 1 568 | 1 574 | 1 202 | 1 185 |

| 1962  | 1968  | 1975  | 1982  | 1990  | 1999  | 2006  | 2011  | 2016  |
| ----- | ----- | ----- | ----- | ----- | ----- | ----- | ----- | ----- |
| 1 158 | 1 194 | 1 023 | 1 031 | 1 072 | 1 167 | 1 264 | 1 526 | 1 641 |

| 2021  | 2022  | - | - | - | - | - | - | - |
| ----- | ----- | - | - | - | - | - | - | - |
| 1 676 | 1 682 | - | - | - | - | - | - | - |

Les listes nominatives de recensement de population ont été numérisées et sont consultables en ligne sur le site des Archives départementales de l’Hérault.

## Économie

### Revenus
En 2018  (données Insee publiées en septembre 2021), la commune compte 672 ménages fiscaux, regroupant 1 580 personnes. La médiane du revenu disponible par unité de consommation est de 18 690 € (20 330 € dans le département).

### Emploi
|                | 2008   | 2013   | 2018   |
| -------------- | ------ | ------ | ------ |
| Commune        | 10,2 % | 8,9 %  | 13,2 % |
| Département    | 10,1 % | 11,9 % | 12 %   |
| France entière | 8,3 %  | 10 %   | 10 %   |

En 2018, la population âgée de 15 à 64 ans s'élève à 949 personnes, parmi lesquelles on compte 75,1 % d'actifs (62 % ayant un emploi et 13,2 % de chômeurs) et 24,9 % d'inactifs,. Depuis 2008, le taux de chômage communal (au sens du recensement) des 15-64 ans est supérieur à celui de la France et du département.
La commune fait partie de la couronne de l'aire d'attraction de Montpellier, du fait qu'au moins 15 % des actifs travaillent dans le pôle,. Elle compte 468 emplois en 2018, contre 459 en 2013 et 343 en 2008. Le nombre d'actifs ayant un emploi résidant dans la commune est de 597, soit un indicateur de concentration d'emploi de 78,3 % et un taux d'activité parmi les 15 ans ou plus de 53,6 %.
Sur ces 597 actifs de 15 ans ou plus ayant un emploi, 176 travaillent dans la commune, soit 29 % des habitants. Pour se rendre au travail, 85,2 % des habitants utilisent un véhicule personnel ou de fonction à quatre roues, 2,5 % les transports en commun, 5,2 % s'y rendent en deux-roues, à vélo ou à pied et 7,1 % n'ont pas besoin de transport (travail au domicile).

### Activités hors agriculture

#### Secteurs d'activités
166 établissements sont implantés  à Aspiran au 31 décembre 2019. Le tableau ci-dessous en détaille le nombre par secteur d'activité et compare les ratios avec ceux du département,.
| Secteur d'activité                                                                                        | Commune | Commune | Département |
| Secteur d'activité                                                                                        | Nombre  | %       | %           |
| --- | ------- | ------- | ----------- |
| Ensemble                                                                                                  | 166     | 100 %   | (100 %)     |
| Industrie manufacturière, industries extractives et autres                                                | 18      | 10,8 %  | (6,7 %)     |
| Construction                                                                                              | 38      | 22,9 %  | (14,1 %)    |
| Commerce de gros et de détail, transports, hébergement et restauration                                    | 46      | 27,7 %  | (28 %)      |
| Information et communication                                                                              | 2       | 1,2 %   | (3,3 %)     |
| Activités financières et d'assurance                                                                      | 1       | 0,6 %   | (3,2 %)     |
| Activités immobilières                                                                                    | 3       | 1,8 %   | (5,3 %)     |
| Activités spécialisées, scientifiques et techniques et activités de services administratifs et de soutien | 19      | 11,4 %  | (17,1 %)    |
| Administration publique, enseignement, santé humaine et action sociale                                    | 22      | 13,3 %  | (14,2 %)    |
| Autres activités de services                                                                              | 17      | 10,2 %  | (8,1 %)     |

Le secteur du commerce de gros et de détail, des transports, de l'hébergement et de la restauration est prépondérant sur la commune puisqu'il représente 27,7 % du nombre total d'établissements de la commune (46 sur les 166 entreprises implantées  à Aspiran), contre 28 % au niveau départemental.

#### Entreprises et commerces
Les deux entreprises ayant leur siège social sur le territoire communal qui génèrent le plus de chiffre d'affaires en 2020 sont : 
- Gwe France, commerce de gros (commerce interentreprises) de fournitures et équipements divers pour le commerce et les services (2 768 k€)
- EURL Fabrice Coulon, travaux d'installation d'équipements thermiques et de climatisation (505 k€)

### Agriculture
La commune est dans la « Plaine viticole », une petite région agricole occupant la bande côtière du département de l'Hérault. En 2020, l'orientation technico-économique de l'agriculture  sur la commune est la viticulture.
|               | 1988 | 2000 | 2010 | 2020 |
| ------------- | ---- | ---- | ---- | ---- |
| Exploitations | 132  | 113  | 79   | 63   |
| SAU (ha)      | 770  | 780  | 600  | 592  |

Le nombre d'exploitations agricoles en activité et ayant leur siège dans la commune est passé de 132 lors du recensement agricole de 1988  à 113 en 2000 puis à 79 en 2010 et enfin à 63 en 2020, soit une baisse de 52 % en 32 ans. Le même mouvement est observé à l'échelle du département qui a perdu pendant cette période 67 % de ses exploitations,. La surface agricole utilisée sur la commune a également diminué, passant de 770 ha en 1988 à 592 ha en 2020. Parallèlement la surface agricole utilisée moyenne par exploitation a augmenté, passant de 6 à 9 ha.

## Culture locale et patrimoine

### Lieux et monuments
- La Maison du viguier (XVe siècle) construite pour l'abbé d'Aniane.
- La Porte de l'Est, reste de l'enceinte fortifiée.

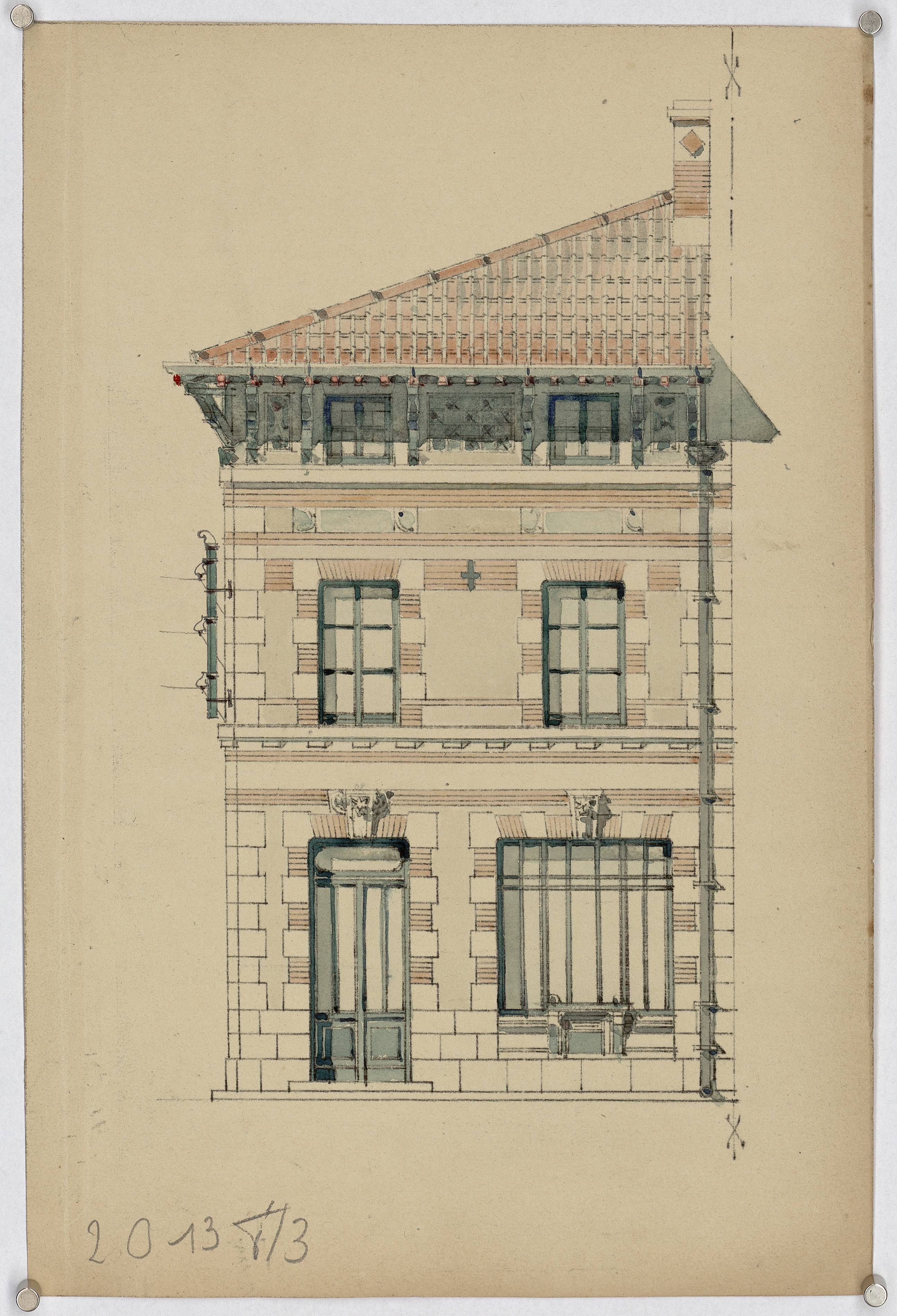
Plan de la façade principale du bureau de poste (1900)

- L'Église Saint-Julien d'Aspiran, dont le mur nord est de l'époque romane. Reconstruite au XIVe siècle, elle a été ensuite fortifiée. La Guerre de Cent Ans et les Guerres de religion l'ont endommagée. L'édifice a été inscrit au titre des monuments historiques en 1963[37]. De nombreux objets sont référencés dans la base Palissy (voir les notices liées)[37].
- La chapelle des pénitents d'Aspiran. Aux XIVe et XVe siècles, les pénitents de la confrérie du Saint-Esprit s'y réunissaient. Ils ont été remplacés au XVIIe siècle par les Pénitents blancs. Le clocher est du XIXe siècle.

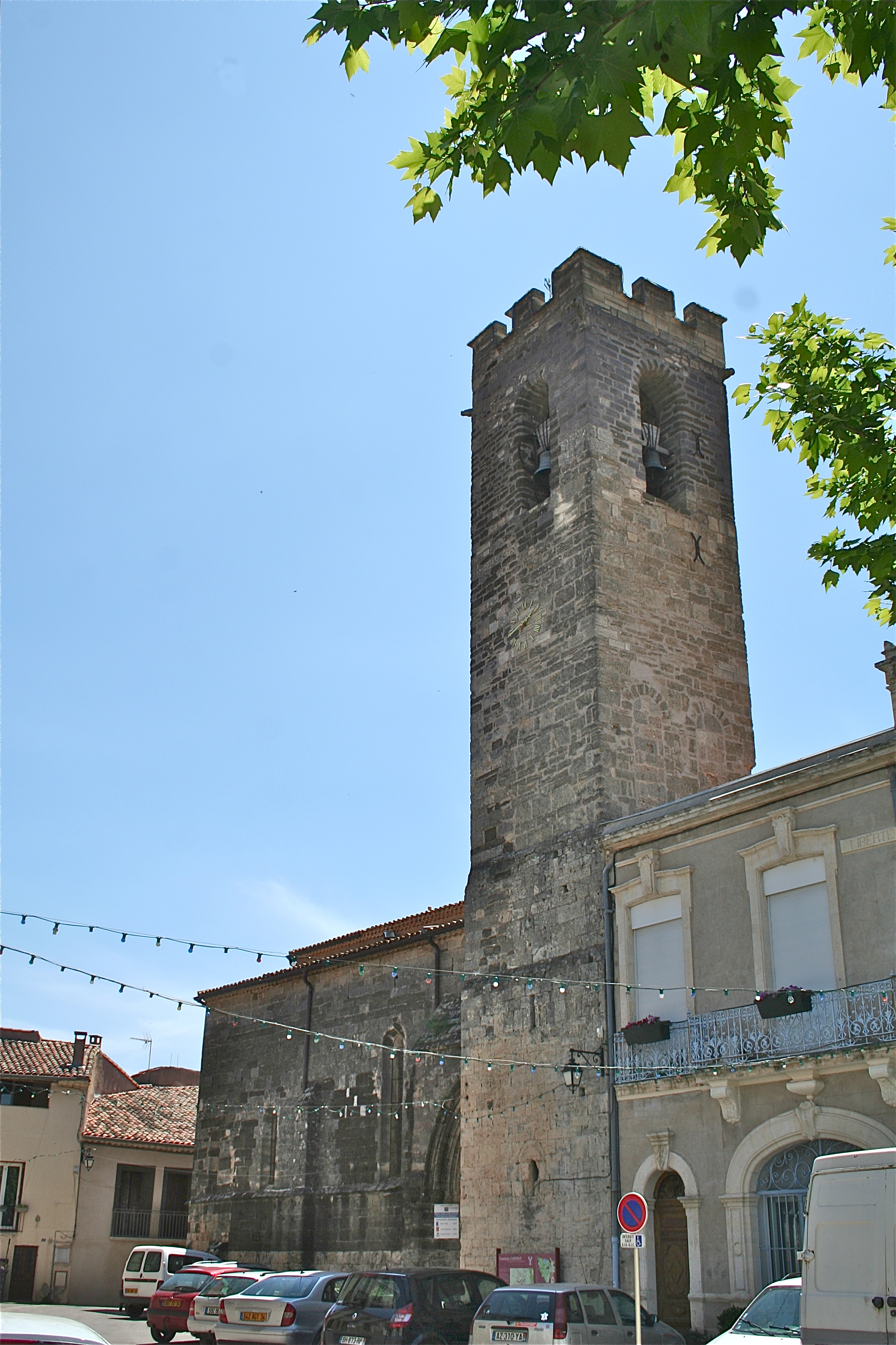
Église Saint-Julien d'Aspiran
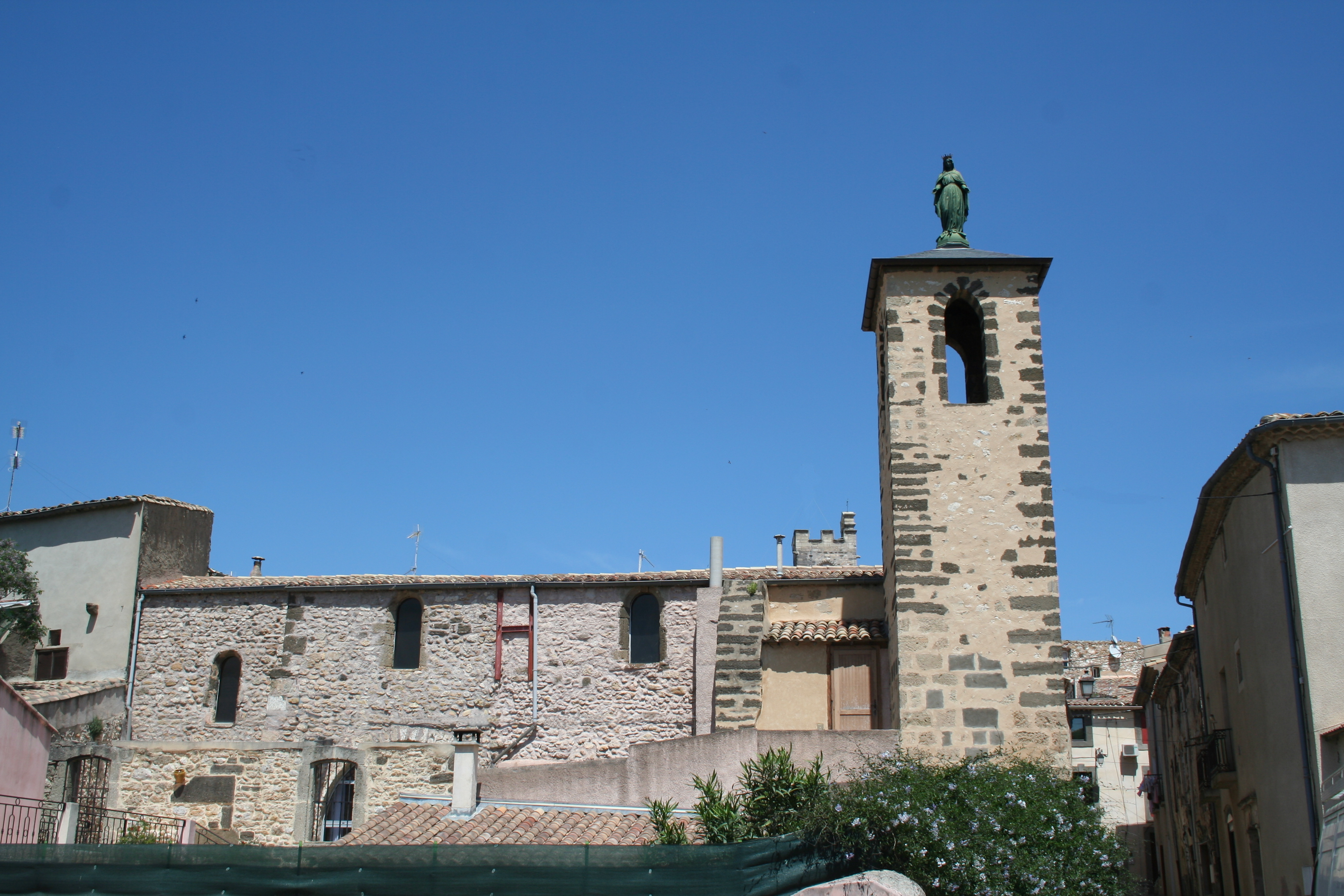
Chapelle des Pénitents d'Aspiran

### Héraldique
|  | Les armoiries de Aspiran se blasonnent ainsi : D’azur au pairle losangé d'or et d'azur. |

### Personnalités liées à la commune
Famille de la Treille de Villevieille, seigneurs de la Sablonière, et famille Ayot de la Treille (notables).
Lucien Dolquès (né en 1905 à Aspiran et décédé en 1977 à La Motte-Servolex), athlète français spécialiste du fond, médaillé de bronze aux Jeux olympiques de 1924 dans l'épreuve du cross par équipe.